# Johann Stuve
Johann Stuve (* 10. August 1752 in Lippstadt; † 12. Juli 1793 in Braunschweig) war ein Theologe und führender Schulreformer und Schriftsteller der philanthropischen Erziehungsbewegung.

## Leben
Johann Stuve besuchte das Gymnasium seiner Vaterstadt und studierte anschließend an der Universität Halle vornehmlich Theologie und Pädagogik. Mit Josias Friedrich Löffler, dem späteren Generalsuperintendenten in Gotha, und Philipp Julius Lieberkühn schloss er eine innige Freundschaft. Letzteren traf er dann in Neu-Ruppin wieder, wo er 1776 eine Hauslehrerstelle annahm. Im folgenden Jahre wurde er durch Lieberkühns Vermittlung Lehrer an der dortigen Lateinschule. Einen Ruf, als Rektor nach Prenzlau zu kommen, schlug er aus. Ihm wurde dann gemeinsam mit Lieberkühn das Direktorat der Neu-Ruppiner Lateinschule übertragen. Stuve und Lieberkühn organisierten diese Schule als erste öffentliche Bildungseinrichtung nach den Prinzipien philanthropischer Pädagogik. 
Als im Juli 1784 Lieberkühn aus familiären Gründen nach Breslau ging, ließ auch sich auch dazu Stuve bewegen, Neu-Ruppin zu verlassen. Er war seit dem Besuch des Hamburger Verlegers Joachim Heinrich Campe in Neuruppin 1783 bekannt und Mitarbeiter des von diesem herausgegebenen Werkes „Allgemeine Revision des gesammten Schul und Erziehungswesens…“ geworden. Durch die freimütige Kritik, die er an einem Aufsatz Campes übte, gewann er dessen Freundschaft in so hohem Grade, dass dieser seine Berufung als Professor, ordentlicher Beisitzer des Schuldirectoriums und Rector des Katharineums nach Braunschweig veranlasste. Am 6. Juni 1786 wurde er in diesen Ämtern in Braunschweig angestellt. Da dann aber die geplante Errichtung des Schuldirektoriums, in dem man Stuve als praktischem Schulmann die Bereisung des Landes und die Inspizierung der Schulen zugedacht hatte, am Widerspruch der Landstände scheiterte (1790 wurde das Schuldirektorium aufgelöst) und sich auch die Übertragung der Leitung des Katharineums zerschlug, war er mehrere Jahre ohne eigentliche Beschäftigung, bis er im Januar 1789 als ordentlicher Professor am Collegium Carolinum (heute Technische Universität Carolo-Wilhelmina zu Braunschweig) angestellt wurde. Er las hier Anthropologie, Geographie und Philosophie (Logik, Seelenlehre sowie Ciceros philosophische Schriften).
Im Sommer 1791 zwang ihn seine Gesundheit, Braunschweig für ein Jahr zu verlassen, um in der Schweiz und Italien zu leben. Als er nach längerer Seereise Anfang Juni 1792 nach Braunschweig zurückkehrte, war seine Frau so schwer an der Schwindsucht erkrankt, dass sie am 25. Juni 1792 verstarb. Am 12. Juli 1793 starb Johann Stuve an den Folgen eines Schlaganfalls.

## Bedeutung
Stuves Hauptbedeutung liegt in seiner Tätigkeit als pädagogischer Schriftsteller. Er huldigte den philanthropischen Grundsätzen der Zeit, aber er war kein voreiliger Neuerer. Er suchte hingegen die vorsichtige Balance vom bewährten Altem und von berechtigten Neuerungen. Sein Hauptbestreben richtete sich auf die harmonische Ausbildung des ganzen Menschen und auf die gleichmäßige Pflege seiner körperlichen, geistigen und sittlichen Eigenschaften. Auch zur Hebung des Mädchenschulwesens gab er 1786 durch seine Abhandlung „Ueber die Nothwendigkeit der Anlage öffentlicher Töchterschulen für alle Stände“ eine kräftige Anregung. Seine Aufsätze erschienen großenteils im „Braunschweigischen Journal…“, das er mehrere Jahre mit seinen Freunden Campe und Trapp sowie mit Heusinger herausgab. Eine Sammlung seiner Beiträge gab Joachim Heinrich Campe in zwei Teilen nach seinem Tode als „Kleine Schriften gemeinnützigen Inhalts“ (Braunschweig 1794) heraus. Hier findet sich auch ein Bild Johann Stuves.

## Werke
- Ernst Christian Trapp, Johann Stuve, Konrad Heusinger, Joachim Heinrich Campe: Braunschweigisches Journal, philosophischen, philologischen und pädagogischen Inhalts. Schulbuchhandlung, Braunschweig 1788 (3 Bände).